# Gutejowie

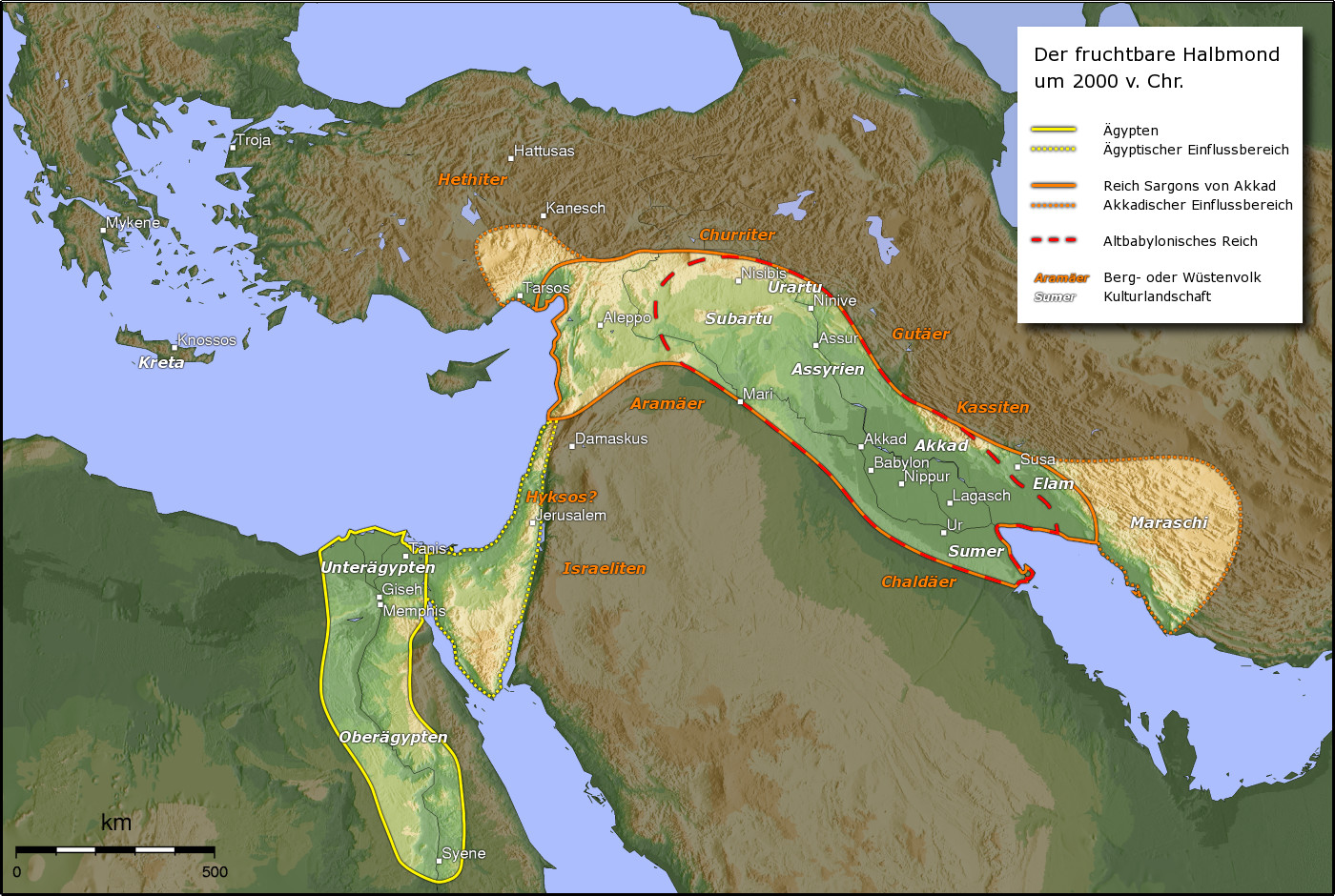
Świat Żyznego Półksiężyca ok. 2000r p.n.e.

Gutejowie (Gutejczycy, Gutowie) – starożytny lud wywodzący się z gór Zagros (dzisiejszy zachodni Iran), o nieznanej bliżej przynależności etnicznej. Pod koniec III tysiąclecia p.n.e. doprowadził on do upadku imperium akadyjskiego przejmując na ponad stulecie kontrolę nad terenami środkowej i południowej Mezopotamii.

## Podbój Mezopotamii
Najazdy Gutejów na Mezopotamię zaznaczyły się już w okresie szczytowym istnienia imperium akadyjskiego za czasów króla Naram-Sina, a wzmogły się znacząco za czasów jego następców. Około 2230 p.n.e. Gutejowie opanowali znaczne połacie środkowej i południowej Mezopotamii, marginalizując resztki państwa akadyjskiego do okolic jego stolicy w Akadzie. Zniszczyli wiele wspaniale rozwiniętych miast, m.in. Ur i Uruk. Dawne imperium akadyjskie dogorywało pod rządami swych ostatnich władców aż do jego całkowitej likwidacji przez Gutejów ok. 2159 r. p.n.e. Odtąd sprawowali oni hegemonię w południowej Mezopotamii niepodzielnie, w latach ok. 2225–2116 p.n.e., aż do czasu uzyskania przewagi w regionie przez Sumerów.

## Rządy w Międzyrzeczu
Okres panowania Gutejów w Mezopotamii jest mało znany dla współczesnych badaczy, co jest wynikiem szczupłości źródeł dotyczących zarówno samego ludu, jak i okresu w którym przebywali na tych terenach. Oni sami, gdy pojawili się jako najeźdźcy na terenie Sumeru i Akadu, nie reprezentowali swoją kulturą wysokiego poziomu - stanowili federację luźno związanych plemion. Stosunkowo szybko jednak ulegli asymilacji, przyjmując język i panteon podbitych ludów (zwłaszcza Akadów, których byli bezpośrednimi następcami), a także strukturę władzy. Stworzyli własną dynastię władców (21 królów), której listę otwiera niejaki Inkiszusz (przełom XXIII/XXII w. p.n.e.), a zamyka Tirigan, pokonany około roku 2116 p.n.e. przez Utuhengala z Uruk.
Pomimo pozorów najeźdźczego charakteru ich władzy, rządy Gutejów charakteryzują się sporą dozą liberalizmu w Mezopotamii w stosunku do istniejących wtedy miast-państw. Ich władza miała charakter czysto formalny. Wiele ośrodków sumeryjskich znakomicie się rozwijało, zarówno gospodarczo, jak i kulturalnie, przeżywając okres względnego dobrobytu. Przykładem tego jest Lagasz pod panowaniem Gudei. W zasadzie panowanie Gutejów było czysto formalne, a szereg miast sumeryjskich odnosiło znaczne korzyści z ich patronatu. Gutejowie przejęli tytulaturę królów akadyjskich („Król Czterech Stron Świata”) i bronili Sumer i Akad niemal przed tymi samymi przeciwnikami co Sargonidzi, czyli m.in. przed najazdami Lulubejów, Amorytów i innych pomniejszych plemion.

## Kultura
Według obecnego stanu badań panuje opinia, że kulturalnie Gutejowie stali na dość niskim poziomie i nie pozostawili po sobie ani dzieł piśmiennych, ani żadnych znaczących wytworów sztuki (przynajmniej do tej pory takowych nie znamy), ograniczając się tylko do biernego przejmowania tradycji sumero-akadyjskiej. Niektórzy badacze przypisują im jednakże małe, fajansowe pieczęcie, inne od akadyjskich; przedstawiają one najczęściej mężczyznę walczącego ze zwierzętami. Być może za panowania Gutejów w Mezopotamii zaczęto używać koni.

## Zmierzch
Władza Gutejów upadła w wyniku akcji zbrojnej wielu sumeryjskich miast-państw pod przewodnictwem władcy Uruk Utuhengala, który na krótko zdominował władzę w Sumerze.